# WARC-Band

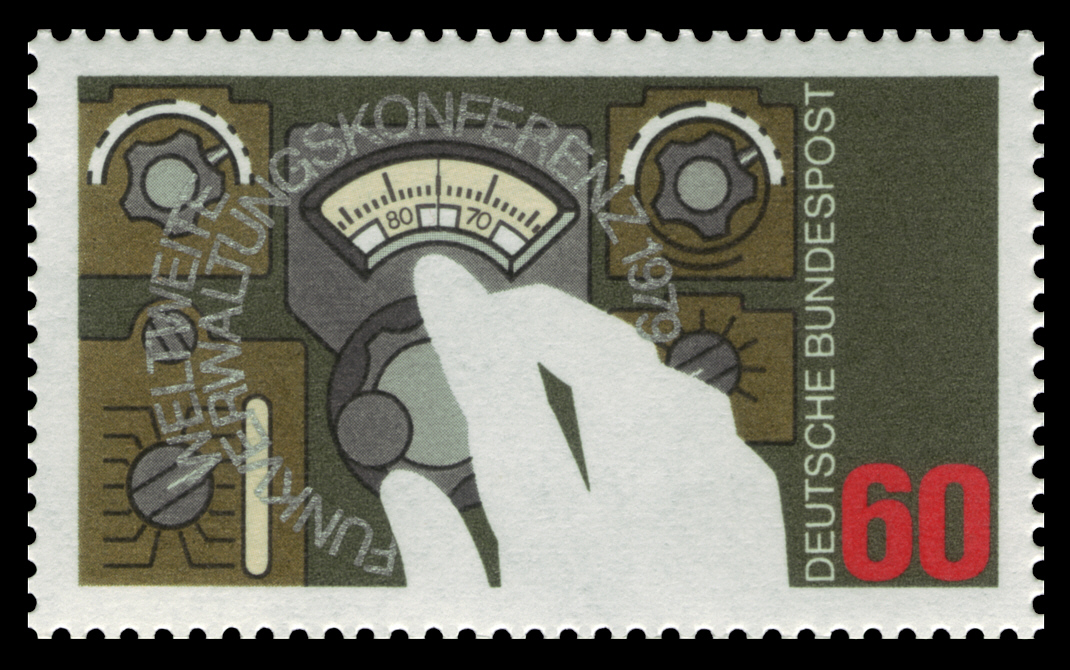
Deutsche Briefmarke zur WARC 1979

Als WARC-Band werden drei Frequenzbänder bezeichnet, die 1979 auf der World Administrative Radio Conference (WARC) dem Amateurfunkdienst (erneut) zugewiesen wurden. Zumeist werden sie nach ihrer ungefähren Wellenlänge bezeichnet:
- 10,100 MHz bis 10,150 MHz: 30-Meter-Band
- 18,068 MHz bis 18,168 MHz: 17-Meter-Band
- 24,890 MHz bis 24,990 MHz: 12-Meter-Band

Aufgrund ihrer geringen Bandbreiten von nur 50 kHz (30 m) beziehungsweise 100 kHz (17 m und 12 m) sind teilweise nur schmalbandige Betriebsarten erlaubt und Funkwettbewerbe (Contests) nicht zugelassen.